# Amerikaans voetbalkampioenschap 1919/20
In 1919/20 werd het achttiende seizoen van de National Association Football League gespeeld. Bethlehem Steel FC werd voor de tweede maal kampioen.

## Eindstand
| Plaats | Club                       | Wed. | W  | G | V  | DV | DT | Ptn |
| ------ | -------------------------- | ---- | -- | - | -- | -- | -- | --- |
| 1.     | Bethlehem Steel FC         | 15   | 12 | 2 | 1  | 34 | 9  | 25  |
| 2.     | Kearny Erie                | 16   | 11 | 2 | 3  | 37 | 21 | 24  |
| 3.     | Brooklyn Robins Dry Dock   | 14   | 10 | 2 | 2  | 33 | 22 | 22  |
| 4.     | Paterson FC                | 15   | 7  | 1 | 7  | 23 | 29 | 15  |
| 5.     | New York Field Club        | 14   | 4  | 4 | 6  | 17 | 24 | 12  |
| 6.     | Brooklyn Morse Dry Dock    | 14   | 4  | 3 | 7  | 22 | 20 | 11  |
| 7.     | Philadelphia Disston       | 12   | 2  | 2 | 8  | 16 | 19 | 6   |
| 8.     | Kearny Federal Ship        | 11   | 2  | 2 | 7  | 19 | 28 | 6   |
| 9.     | Philadelphia Merchant Ship | 13   | 0  | 3 | 10 | 7  | 36 | 3   |
| 10.    | New York IRT               | 5    | 0  | 0 | 5  | -  | -  | 0   |